# Allodapula
Allodapula is een geslacht van vliesvleugelige insecten uit de familie bijen en hommels (Apidae).

## Soorten
- A. acutigera Cockerell, 1936
- A. brunnescens (Cockerell, 1934)
- A. dichroa (Strand, 1915)
- A. empeyi Michener, 1975
- A. guillarmodi Michener, 1970
- A. hessei Michener, 1971
- A. jucunda (Smith, 1879)
- A. maculithorax Michener, 1971
- A. melanopus (Cameron, 1905)
- A. monticola (Cockerell, 1933)
- A. ornaticeps Michener, 1971
- A. palliceps (Friese, 1924)
- A. rozeni Michener, 1975
- A. turneri (Cockerell, 1934)
- A. variegata (Smith, 1854)
- A. xerica Michener, 1971